# Murrayglossus hacketti
Murrayglossus hacketti (лат.) — вид вымерших яйцекладущих млекопитающих из семейства ехидновых, известный из плейстоценовых отложений Западной Австралии. Считается крупнейшим из известных науке видов однопроходных. Скорее всего, был длиной в метр и весил около 30 кг. Описан по нескольким костям, обнаруженным в Мамонтовой пещере. Из-за того, что многие фрагменты черепа ещё не найдены, размещение этого вида в составе рода проехидн (Zaglossus) считалось условным. В 2022 году он был признан достаточно отличным от проехидн и выделен в монотипический род Murrayglossus.
Родовое название происходит от фамилии палеонтолога Питера Мюррея и др.-греч. glossus, что означает «язык». Видовое название дано в честь Джона Уинтропа Хэккетта — политика и ректора Университета Западной Австралии — в знак благодарности за его поддержку экспедиций по исследованию пещер.